# Войнаси
Войнаси (пол. Wojnasy, нім. Woinassen) — село в Польщі, у гміні Велички Олецького повіту Вармінсько-Мазурського воєводства.
Населення — 72 особи (2011).
У 1975-1998 роках село належало до Сувальського воєводства.

## Демографія
Демографічна структура станом на 31 березня 2011 року:
|          | Загалом | Допрацездатний вік | Працездатний вік | Постпрацездатний вік |
| -------- | ------- | ------------------ | ---------------- | -------------------- |
| Чоловіки | 36      | 8                  | 23               | 5                    |
| Жінки    | 36      | 10                 | 20               | 6                    |
| Разом    | 72      | 18                 | 43               | 11                   |